# Lijst van nummer 1-hits in Frankrijk in 2017
Deze hits stonden in 2017 op nummer 1 in de SNEP Single Top 200, de bekendste hitlijst in Frankrijk.
| Datum        | Artiest                   | Titel            |
| ------------ | ------------------------- | ---------------- |
| 7 januari    | The Weeknd & Daft Punk    | I feel it coming |
| 14 januari   | Ed Sheeran                | Shape of you     |
| 21 januari   | Ed Sheeran                | Shape of you     |
| 28 januari   | Ed Sheeran                | Shape of you     |
| 4 februari   | Ed Sheeran                | Shape of you     |
| 11 februari  | Ed Sheeran                | Shape of you     |
| 18 februari  | Ed Sheeran                | Shape of you     |
| 25 februari  | Ed Sheeran                | Shape of you     |
| 4 maart      | Ed Sheeran                | Shape of you     |
| 11 maart     | Ed Sheeran                | Shape of you     |
| 18 maart     | Ed Sheeran                | Shape of you     |
| 25 maart     | Ed Sheeran                | Shape of you     |
| 1 april      | Ed Sheeran                | Shape of you     |
| 8 april      | Ed Sheeran                | Shape of you     |
| 15 april     | Ed Sheeran                | Shape of you     |
| 22 april     | Ed Sheeran                | Shape of you     |
| 29 april     | Luis Fonsi & Daddy Yankee | Despacito        |
| 6 mei        | Luis Fonsi & Daddy Yankee | Despacito        |
| 13 mei       | Luis Fonsi & Daddy Yankee | Despacito        |
| 20 mei       | Luis Fonsi & Daddy Yankee | Despacito        |
| 27 mei       | Luis Fonsi & Daddy Yankee | Despacito        |
| 3 juni       | Luis Fonsi & Daddy Yankee | Despacito        |
| 10 juni      | Luis Fonsi & Daddy Yankee | Despacito        |
| 17 juni      | Luis Fonsi & Daddy Yankee | Despacito        |
| 24 juni      | Luis Fonsi & Daddy Yankee | Despacito        |
| 1 juli       | Luis Fonsi & Daddy Yankee | Despacito        |
| 8 juli       | Luis Fonsi & Daddy Yankee | Despacito        |
| 15 juli      | Luis Fonsi & Daddy Yankee | Despacito        |
| 22 juli      | Luis Fonsi & Daddy Yankee | Despacito        |
| 29 juli      | Niska                     | Réseaux          |
| 5 augustus   | Niska                     | Réseaux          |
| 12 augustus  | Niska                     | Réseaux          |
| 19 augustus  | Niska                     | Réseaux          |
| 26 augustus  | Niska                     | Réseaux          |
| 2 september  | Niska                     | Réseaux          |
| 9 september  | Niska                     | Réseaux          |
| 16 september | Niska                     | Réseaux          |
| 23 september | Niska                     | Réseaux          |
| 30 september | Niska                     | Réseaux          |
| 7 oktober    | Niska                     | Réseaux          |
| 14 oktober   | Kalash & Damso            | Mwaka moon       |
| 21 oktober   | Kalash & Damso            | Mwaka moon       |
| 28 oktober   | Kalash & Damso            | Mwaka moon       |
| 4 november   | Kalash & Damso            | Mwaka moon       |
| 11 november  | Kalash & Damso            | Mwaka moon       |
| 18 november  | Kalash & Damso            | Mwaka moon       |
| 25 november  | Kalash & Damso            | Mwaka moon       |
| 2 december   | Kalash & Damso            | Mwaka moon       |
| 9 december   | Booba                     | Petite fille     |
| 16 december  | Johnny Hallyday           | Je te promets    |
| 23 december  | Ed Sheeran                | Perfect          |
| 30 december  | Ed Sheeran                | Perfect          |